# Jean-Charles Colombot
Ne doit pas être confondu avec Claude Antoine Colombot.
Jean-Charles Colombot est un architecte bisontin né en 1719 à Besançon et mort en 1782.

## Biographie
Jean Charles Colombot est né le 14 avril 1719 à Besançon. Il meurt dans cette même ville le 1er novembre 1782.
Fils de ferblantier, il travaille d'abord comme dessinateur dans l'atelier de l'architecte Jean-Pierre Galezot. Vers 1740, il signe ses premières réalisations et en 1757, il est nommé architecte des eaux et forêts.
Il se marie en 1743 et de cette union naitra, en 1747, Claude Antoine Colombot, qui sera, lui aussi, un architecte reconnu.

## Principales réalisations

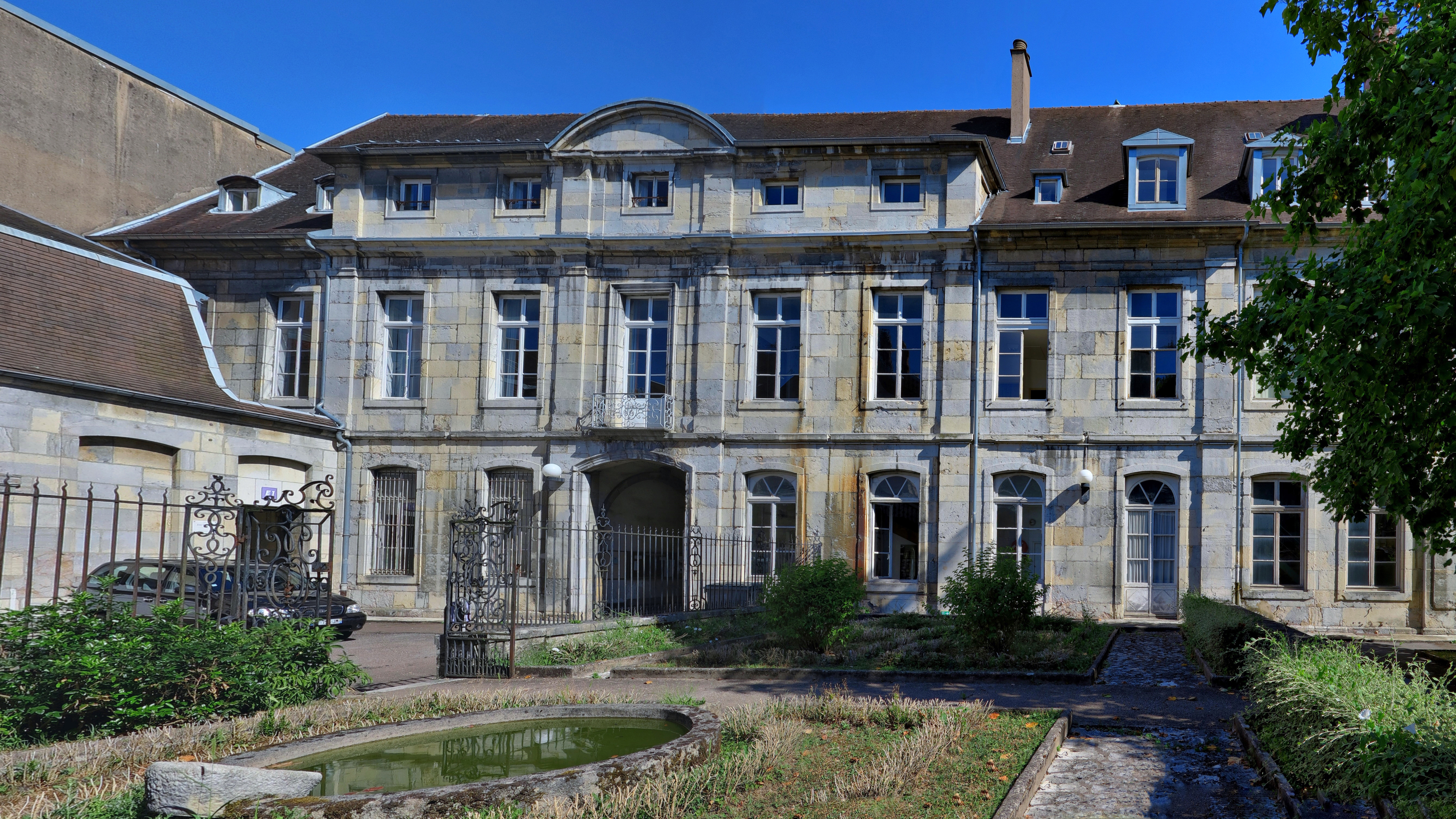
L'hôtel de Courbouzon.

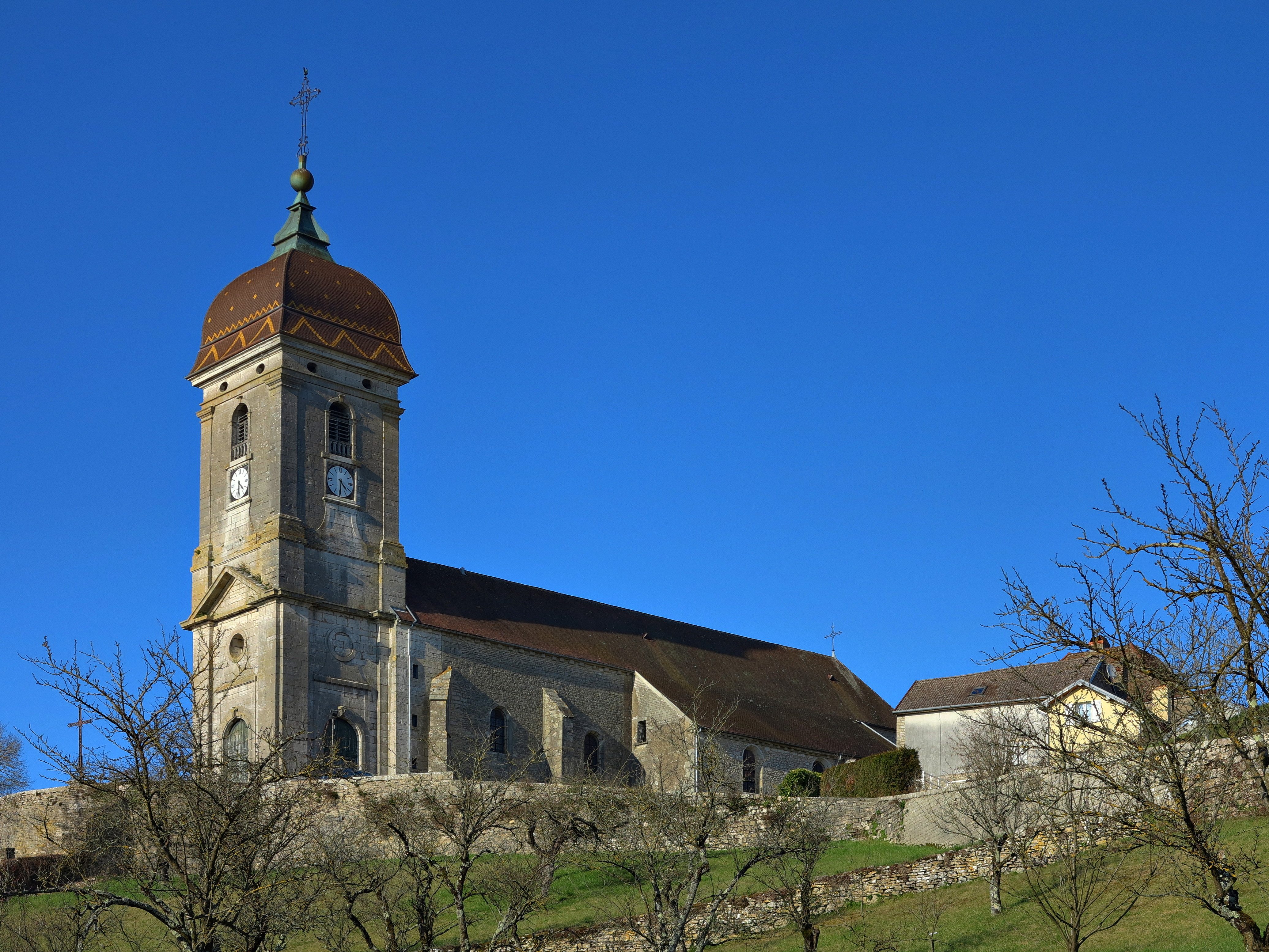
L'église Saint Martin.

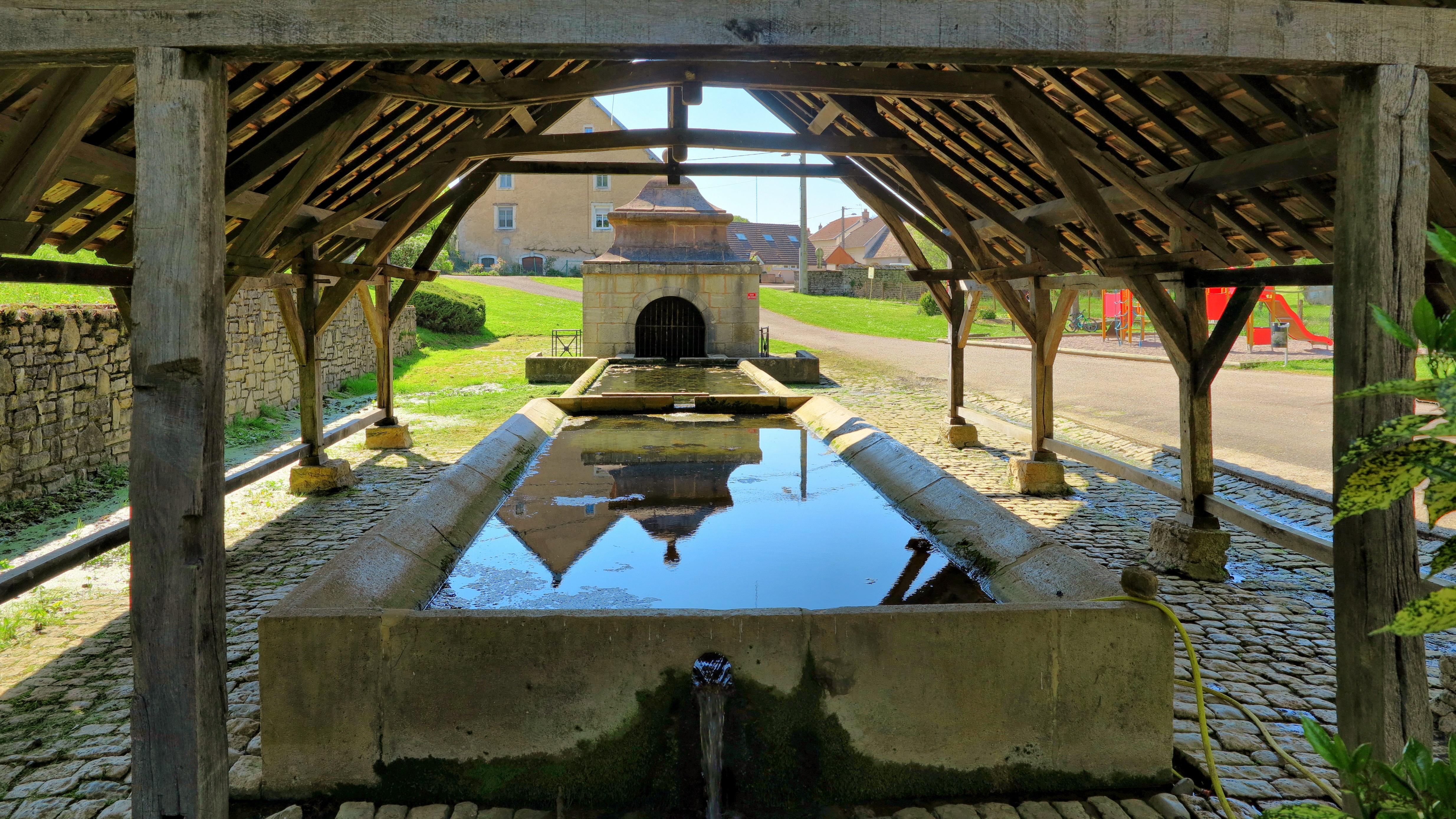
La fontaine-lavoir de Fallon.

### Besançon
- Hôtel du Bouteiller (transformations et extensions 1741)
- Hôtel de Courbouzon (1744)
- Hôtel de Laviron (1749)
- Hôtel Chifflet (1750
- Hôtel Fleury de Villayer (1759)
- Hôtel Dunod de Charnage (1770)
- Immeuble, 104 Grande Rue, 1753
- Hôtel de Maîche, 74 Grande Rue (balcon, 1780)

### Franche-Comté
- Église paroissiale Saint-Joseph, Grand'Combe-Châteleu (Doubs)
- Ancien couvent des Ursulines, Arbois (Jura)
- Église Saint-Étienne, Avrigney-Virey (Haute-Saône)
- Église paroissiale Saint-Nicolas, Broye-Aubigney-Montseugny (Haute-Saône)
- Église Saint-Martin, Bucey-lès-Gy (Haute-Saône)
- Château de Fallon, Fallon (Haute-Saône)
- Fontaine-lavoir de Fallon, Fallon (Haute-Saône)
- Église paroissiale Saint-Étienne, Lieucourt (Haute-Saône)
- Église paroissiale Saint-Pierre[2], Motey-Besuche (Haute-Saône)
- Ancienne abbaye de Prémontré Notre-Dame de Corneux, Saint-Broing (Haute-Saône)
- Église Saint-Victor, Saône (Doubs)
- Église Saint-Nicolas[3], Aubigney (Haute-Saône)
- Demeure[4], Vellefrey (Haute-Saône)